# Double Spoiler
Double Spoiler ~ Touhou Bunkachou (яп. ダブルスポイラー ～ 東方文花帖, То̄хо̄ Бункачьо̄, досл. «Подвійний Спойлер ~ Східний альбом літературних суцвіть») — гра з серії Touhou Project, випущена Team Shanghai Alice на сьомому Reitaisai 14 березня 2010 року. Друга фотогра в серії.

## Ігролад
Double Spoiler успадкувала систему свого попередника Shoot the Bullet, де гравець не може стріляти у ворогів; натомість головна героїня повинна робити фотографії, щоб очистити екран від куль та перемогти босів. Очки нараховуються за красу кожної фотографії, наприклад колір та щільність куль, а також ризиком, з яким зроблене фото. Для кожної «сцени» гравцеві дається лише одне життя для виконання завдання — зробити певну кількість фотографій боса, без попадання куль, за обмежений проміжок часу.

Ая готується сфотографувати Назрін. Коло навколо Назрін показує, наскільки близько Аї треба підійти, щоб зробити фотографію.

Щоб робити знімки, плівка має бути завантажена на (100 %). Гравець може рухатися на трьох швидкостях: звичайною, сфокусованою та суперсфокусованою, яка також дозволяє завантажувати плівку на високій швидкості. Під час фотографування гравець може утримувати кнопку фото, щоб керувати видошукачем, поки рамка зображення зменшується — це можна використовувати для фокусуванні на босі. Протягом цього часу всі кулі на екрані сповільнюються, і гравець не може рухатися. Якщо кнопку фото утримувати занадто довго, плівка буде перетриманою, і гравцеві доведеться перезавантажити її. Гравець також може один раз натиснути кнопку фото, не утримуючи її, щоб зробити знімок навколо себе. Для кожного зробленого знімка гравцеві потрібно буде знову перезавантажити плівку з 0 %, перш ніж він зможе зробити наступний знімок. При налічуванні балів будуть враховані лише фотографії, що містять на собі боса («Вдалі» зображення).
Новинкою у Double Spoiler порівняно з Shoot the Bullet є опція зміни орієнтації пострілу між альбомною та портретною. Кут пострілу автоматично регулюється залежно від того, де гравець знаходиться відносно боса.

## Персонажі
- Ая Шямеїмару: одна з головних героїнь Double Spoiler та бос Spoiler Level. Як репортерка тенґу часопису Bunbunmaru Shinbun, вона шукає відповідні теми для новин, фотографуючи візерунки куль своєю плівковою камерою. Ніхто насправді не знає, що вона робить з цими знімками, крім неї самої.
- Хатате Хімекаїдо: Друга головна героїня Double Spoiler та бос Spoiler Level. Хатате — сучасна тенґу-репортерка, яка веде часопис під назвою Kakashi Nenpo. На відміну від Аї, вона ніколи не виходить на вулицю для пошуку новин, а натомість використовує свою здібність під назвою думкографія. Прочитавши часопис Аї Bunbunmaru Shinbun, вона вирішила поспостерігати за тим, як Ая збирає інформацію для своїх статей.

Суб'єкти: (боси з попередніх частин Touhou Project)
- Рівень 1: Міноріко Акі, Шідзуха Акі
- Рівень 2: Парсі Мідзухаші, Хіна Каґіяма
- Рівень 3: Ямаме Куродані, Коґаса Татара, Кісуме
- Рівень 4: Ніторі Кавашіро, Моміджі Інубашірі
- Рівень 5: Ічірін Кумой, Мінаміцу Мураса
- Рівень 6: Юґі Хошіґума, Суйка Ібукі
- Рівень 7: Шьо Торамару, Назрін
- Рівень 8: Рін Каембьо, Уцухо Рейуджі
- Рівень 9: Саторі Комеїджі, Койші Комеїджі
- Рівень 10: Тенші Хінанаві, Іку Наґае
- Рівень 11: Канако Ясака, Сувако Морія
- Рівень 12: Бякурен Хіджірі, Нуе Ходжю
- Екстра рівень: Рейму Хакурей, Маріса Кірісаме, Санае Кочія
- Спойлер рівень: Хатате Хімекаїдо, Ая Шямеїмару

## Критика
На 7-му Reitaisai 14 березня 2010 року, де гра була вперше випущена, до полудня було продано десять тисяч копій.